# Magyarország hívójelkörzetei
Magyarország hívójelkörzetei követik a vármegyehatárokat, egy-egy körzetbe egy vagy több vármegye tartozik.
Magyarországon 2006. május 24-ig a hívójeleket az állomás telepítési helyétől függően jelölték ki. A régebben kiosztott hívójelek emiatt utalhatnak a telepítés helyére. Napjainkban is gyakori, hogy az újonnan vizsgázott rádióamatőr a saját körzetére jellemző hívójel-körzetszámmal kér hívójelet.
A Magyarországi hívójelek további jellegzetessége, hogy a rendszerváltás előtt kötött volt, hogy kinek adnak HA vagy HG prefixet. A rövidhullámot használó állomások HA prefixet kaptak, az ultrarövidhullámot használó, illetve a 30MHz fölött dolgozó állomások a HG prefixet kapták.

## Magyarország hívójelkörzetei[1]
| Vármegye               | Körzet | HA prefix | HG prefix |
| ---------------------- | ------ | --------- | --------- |
| Szabolcs-Szatmár-Bereg | 0      | HA0       | HG0       |
| Hajdú-Bihar            | 0      | HA0       | HG0       |
| Győr-Moson-Sopron      | 1      | HA1       | HG1       |
| Vas                    | 1      | HA1       | HG1       |
| Zala                   | 1      | HA1       | HG1       |
| Komárom-Esztergom      | 2      | HA2       | HG2       |
| Veszprém               | 2      | HA2       | HG2       |
| Somogy                 | 3      | HA3       | HG3       |
| Baranya                | 3      | HA3       | HG3       |
| Tolna                  | 3      | HA3       | HG3       |
| Fejér                  | 4      | HA4       | HG4       |
| Budapest               | 5      | HA5       | HG5       |
| Heves                  | 6      | HA6       | HG6       |
| Nógrád                 | 6      | HA6       | HG6       |
| Pest                   | 7      | HA7       | HG7       |
| Jász-Nagykun-Szolnok   | 7      | HA7       | HG7       |
| Bács-Kiskun            | 8      | HA8       | HG8       |
| Csongrád-Csanád        | 8      | HA8       | HG8       |
| Békés                  | 8      | HA8       | HG8       |
| Borsod-Abaúj-Zemplén   | 9      | HA9       | HG9       |

## Lajstromjel
Vízi és légi járművek lajstromjelezéséhez a HA prefixet használják.